# Locomotiva kkStB 1084
La locomotiva 1084 delle kkStB era una piccola serie di 2 locomotive elettriche, progettata per l'esercizio sulla ferrovia locale Lana–Postal, elettrificata in corrente continua alla tensione di 750 V.

## Storia
Le locomotive vennero costruite nel 1913 dalla Waggonfabrik Simmering con parte elettrica Siemens-Schuckert. Entrarono in servizio sulla linea Lana-Postal alla trazione dei treni merci (i treni passeggeri erano affidati alle elettromotrici 23.0).
Dopo la prima guerra mondiale le locomotive entrarono nel parco italiano, e fecero servizio sulla linea fino alla sua chiusura nel 1974.
Attualmente entrambe le unità sono conservate a Lana come monumento.